# Animal Enterprise Terrorism Act
Lire en ligne

Lire sur GovTrack

L'Animal Enterprise Terrorism Act ou AETA (H.R. 4239), est un Act of Congress, voté le 26 novembre 2006 par le Congrès des États-Unis à majorité républicaine. La loi est ensuite promulguée par George W. Bush, cela modifiant en conséquence et renforçant le texte de 1992 dénommé l'Animal Enterprise Protection Act (AEPA, PL 102-346), qui protège les entreprises utilisant des animaux des actions illégales organisées par des activistes pour la défense des animaux, ciblant en particulier l'éco-terrorisme.
Le texte de l'AETA (S 3880) a d'abord été soumis au Sénat le 30 septembre 2006, par les républicains James Inhofe (OK), John Thune (SD), et Johnny Isakson (GA), et la démocrate Dianne Feinstein (CA).